# World of Demons
World of Demons (百鬼魔道?, Hyakki oni madō) è un videogioco hack and slash del 2021 sviluppato da PlatinumGames. Il giocatore interpreta un samurai che controlla degli yōkai per combattere contro degli oni. Il gioco è stato pubblicato il 2 aprile 2021 tramite Apple Arcade. Nel 2024 PlatinumGames ha annunciato la chiusura del gioco per il primo febbraio.

## Modalità di gioco
World of Demons è suddiviso in singoli capitoli in cui il giocatore completa sfide di combattimento ed enigmi per progredire. Il gioco può essere giocato con quattro samurai diversi, ognuno con armi uniche; il giocatore può inoltre raccogliere degli yōkai attraverso, ognuno con attacchi diversi. Sia gli yōkai che le armi possono essere potenziate attraverso due valute guadagnate attraverso il gioco, oro e gemme.
Ogni personaggio può usare spiriti chiamati yōkai che combattono al fianco del giocatore in combattimento. I samurai possono eseguire diversi attacchi in base alla velocità con cui toccano il touchscreen e in quanto tempo resistono tra un tocco e l'altro. I giocatori possono usare mosse diverse insieme per eseguire combo. World of Demons ha una meccanica bullet time in cui, se il giocatore schiva prima di un attacco nemico, il tempo rallenta e consente al giocatore di ottenere ulteriori colpi.

## Sviluppo
World of Demons è stato annunciato nell'aprile 2018, con una partnership tra PlatinumGames e DeNA, con un'uscita nello stesso anno come esperienza free-to-play. Il gioco è stato lanciato su iOS nel giugno 2018 in Malesia, Singapore e Filippine. Il gioco non è mai stato aggiornato dopo il suo lancio ed è stato rimosso dall'App Store a settembre 2018, portando alcuni a pensare che il gioco fosse stato cancellato.
Il gioco finale è stato completamente ridisegnato dal primo lancio. A parte la grafica e il concetto, nulla in World of Demons è lo stesso della versione del 2018. Il capo dello studio PlatinumGames Atsushi Inaba ha dichiarato che "il gioco è completamente diverso. Abbiamo avuto l'opportunità di distribuire il gioco per Apple Arcade e invece di apportare solo alcune piccole modifiche per la nuova piattaforma, abbiamo deciso di cogliere questa opportunità per ricostruire il gioco da zero". Inaba ha poi affermato che una delle ispirazioni per il gioco è stata Hyakki Yagyō, un racconto popolare giapponese.
Il gioco è stato pubblicato il 2 aprile 2021 tramite Apple Arcade su iOS, macOS e tvOS.

## Accoglienza
World of Demons ha ricevuto recensioni positive dalla critica, finendo con un punteggio di 76 su Metacritic. I critici hanno elogiato lo stile artistico e il combattimento, ma hanno criticato il gameplay come ripetitivo.